# Fat Club 7
Fat Club 7 è un singolo pubblicato dalla punk rock band NOFX nel 2001.

## Tracce

### Lato A
1. Zyclone B Bath House

### Lato B
1. Spaghetti Motel (Theme for a Spanish TV Show)

## Formazione
- Fat Mike - basso e voce
- El Hefe - chitarra e voce
- Eric Melvin - chitarra
- Erik Sandin - batteria